# Vol 77 d'American Airlines

Imatges difoses pel govern estatunidenc del moment de l'impacte contra El Pentàgon.

El vol 77 d'American Airlines va ser el tercer vol segrestat com a part dels atemptats de l'11 de setembre de 2001, i va ser estavellat deliberatament contra el Pentàgon, seu del Departament de Defensa dels Estats Units. L'avió, que cobria l'enllaç de l'Aeroport Internacional Washington-Dulles, prop de Washington D. C., i l'Aeroport Internacional de Los Angeles a la ciutat homònima, va ser segrestat per cinc saudites jihadistes quan duia 35 minuts de vol. Els saudites van entrar en la cabina de l'avió i van obligar els passatgers a dirigir-se a la part del darrere. Hani Hanjour, un dels segrestadors, va assumir el control del vol com pilot. D'amagat dels seus segrestadors, els passatgers aconseguiren telefonar als seus familiars i éssers benvolguts, proporcionant-los informació sobre el succés.
L'avió va acabar estavellant-se contra la façana occidental del Pentàgon a les 09:37 hores ET, provocant la mort de les 64 persones a bord (2 pilots, 4 hostesses i 58 passatgers), així com de 125 persones en l'edifici. Van ser-ne testimonis dotzenes de persones, i als pocs minuts els informatius van començar a informar-ne. Així mateix, l'impacte va generar danys en una bona part de l'edifici i va ocasionar un incendi, que va causar l'ensulsiada parcial d'aquest, i que va ser combatut pels bombers durant diversos dies. La part reduïda a enderrocs va ser reconstruïda el 2002, i els treballadors van tornar a ocupar-la el 15 d'agost d'eixe any. Això no obstant, a pesar de tots els testimoniatges i proves oposades, encara avui persisteixen teories que donen suport la idea que el que es va estavellar contra el Pentàgon va ser un míssil, i no un avió.